# Marilyn et JFK
 (mars 2008).
Si vous disposez d'ouvrages ou d'articles de référence ou si vous connaissez des sites web de qualité traitant du thème abordé ici, merci de compléter l'article en donnant les références utiles à sa vérifiabilité et en les liant à la section « Notes et références ».
Marilyn et JFK est un livre publié en 2008 écrit par François Forestier, journaliste au Nouvel Observateur.
Le récit commence avec la liaison de Joe Kennedy, le père de John Fitzgerald Kennedy, avec la vedette la plus connue du cinéma muet, en 1929 : Gloria Swanson. Peu à peu, au fil des pages, c’est tout un portrait de l’Amérique des années 1950 et 1960 qui s’ébauche, avec ses arrières-plans sombres, où s’affrontent gangsters, policiers du FBI, politiciens et services de renseignement. Passent, dans cette histoire, des gens célèbres : Frank Sinatra, J. Edgar Hoover, Robert Kennedy, Jimmy Hoffa, Sam Giancana, Jackie Kennedy, Joe DiMaggio, Ralph Greenson…  De 1954 à 1962, Marilyn Monroe et John Fitzgerald Kennedy se sont-ils aimés ? Il reste, de cette histoire, une image qui a marqué l’histoire populaire du XXe siècle : celle d’une blonde un peu vacillante qui chante Happy Birthday devant le président. Deux mois plus tard, elle était morte. Un an et demi plus tard, c’est JFK qui était assassiné.
Les événements sont connus. Mais dans la coulisse, tout un monde sinistre se révèle. Les archives sur l’assassinat de JFK seront ouvertes dans vingt ans.